# Les Fourgs (station de sports d'hiver)
Les Fourgs est une petite station de ski française située sur le territoire de la commune française des Fourgs, dans le département du Doubs et la région Bourgogne-Franche-Comté.

## Historique
La station a été créée en 1973 sur une initiative privée dirigée par Roland Bulle-Piourot.
Elle est mise en vente en 2013 puis en 2014.
En janvier 2016, la station est reprise par la commune en partenariat avec des partenaires privés locaux.

## Domaine skiable
Le domaine skiable est constitué de trois sous-domaines, unis autour d'une offre forfaitaire commune. Ils sont reliés entre eux uniquement par de longues pistes de liaison imposant de pousser sur les bâtons (entre Les Rangs et La Meuse) ou par la route. Par conséquent il n'est pas possible de parler de domaine relié véritablement skis-aux-pieds.
- Les Rangs : le domaine est situé le long de la route qui traverse la commune, directement à sa sortie. Les Rangs est par conséquent le plus visible des trois sous-domaines et le mieux équipé en infrastructure de restauration et de location de matériel de ski. Il offre également le domaine le plus accessible techniquement. De fait, l'intégralité de ce domaine est composé de 4 pistes bleues et 1 verte, desservies par 3 téléskis et un tapis roulant. Des enneigeurs y ont été installés afin de compenser les risques de manque de neige liés à la faible altitude du domaine skiable;
- La Meuse : ce sous-domaine est situé à près de 5 minutes de marche du parking le plus proche. Il offre une large piste rouge ainsi qu'une route forestière reconvertie en piste bleue l'hiver. Les deux pistes sont desservies par un téléski principal et 1 plus court pour débutants. La piste verte signalisée sur le plan des pistes est accessible après un passage étroit à travers la forêt et un plat de près de 300 m depuis l'arrivée du téléski. Aucune autre infrastructure n'y a été développée. La liaison à ski avec les Rangs n'est guère réalisable dans la pratique, car le chemin de liaison est situé majoritairement à l'horizontale sur près d'un km de longueur;
- Les Granges-Berrard : situé plus à l'écart de la commune, le domaine est situé de part et d'autre d'une colline. Il offre les pistes les plus longues et le plus fort dénivelé des Fourgs. Deux téléskis desservent 1 piste verte, 2 bleues, une longue rouge ainsi qu'un petit boardercross.

Les domaines sont ouverts pendant les vacances scolaires, et les mercredis, samedis et dimanches le reste de la saison.
Il est possible de pratiquer la raquette à neige, le ski de fond, la randonnée pédestre dans les environs.
En 2015, une activité de descente en kart est proposée.